# Mesopolobus confusus
Mesopolobus confusus är en stekelart som först beskrevs av William Harris Ashmead 1902.  Mesopolobus confusus ingår i släktet Mesopolobus och familjen puppglanssteklar. Inga underarter finns listade i Catalogue of Life.